# Svetovno prvenstvo v hokeju na ledu 1954
Svetovno prvenstvo v hokeju na ledu 1954 je bilo enaindvajseto Svetovno prvenstvo v hokeju na ledu. Potekalo je med 26. februarjem in 7. marcem 1954 v Stockholmu, Švedska. Zlato medaljo je osvojila sovjetska reprezentanca v svojem prvem nastopu, srebrno kanadska, bronasto pa švedska, v konkurenci osmih reprezentanc.

## Dobitniki medalj
| Zlato | Srebro | Bron |
| Sovjetska zvezaNikolaj Pučkov Grigorij Mkrtičan Pavel Žiburtovič Dimitrij Ukolov Alfred Kučevski Aleksander Vinogradov Genrih Sidorenkov Vsevolod Bobrov Viktor Šuvalov Jevgenij Babič Jurij Krilov Aleksander Uvarov Valentin Kuzin Mihail Bičkov Aleksej Gurišev Nikolaj Hlistov Aleksander Komarov | KanadaDon Lockhardt Gavin Linsday Russel Robertson Harold Fiskari Douglas Chapman Thomas Campbell Tom Jamieson William Shill Eric Unger William Sluce Maurice Galand Norman Gray Earl Clemens John Scott Robert Kennedy John Petro George Sayliss | ŠvedskaHans Isaksson Thord Flodqvist Åke Andersson Göte Almqvist Åke Lassas Sven Thunman Lars Björn Holger Nurmela Stig Carlsson Erik Johansson Stig Tvilling Gösta Johansson Rolf Pettersson Sven Tumba Hans Öberg Göte Blomqvist |

## Tekme
| 26. februar 1954 | Češkoslovaška | 7:1 | Švica | Stockholm, Švedska |

| Poročilo tekme      | Poročilo tekme | Poročilo tekme | Poročilo tekme | Poročilo tekme |
| ------------------- | -------------- | -------------- | -------------- | -------------- |
| Začetek: ni podatka |                |                |                |                |

| 26. februar 1954 | Sovjetska zveza | 7:1 | Finska | Stockholm, Švedska |

| Poročilo tekme      | Poročilo tekme | Poročilo tekme | Poročilo tekme | Poročilo tekme |
| ------------------- | -------------- | -------------- | -------------- | -------------- |
| Začetek: ni podatka |                |                |                |                |

| 26. februar 1954 | Švedska | 10:1 | Norveška | Stockholm, Švedska |

| Poročilo tekme      | Poročilo tekme | Poročilo tekme | Poročilo tekme | Poročilo tekme |
| ------------------- | -------------- | -------------- | -------------- | -------------- |
| Začetek: ni podatka |                |                |                |                |

| 27. februar 1954 | Kanada | 8:1 | Švica | Stockholm, Švedska |

| Poročilo tekme      | Poročilo tekme | Poročilo tekme | Poročilo tekme | Poročilo tekme |
| ------------------- | -------------- | -------------- | -------------- | -------------- |
| Začetek: ni podatka |                |                |                |                |

| 27. februar 1954 | Sovjetska zveza | 7:0 | Norveška | Stockholm, Švedska |

| Poročilo tekme      | Poročilo tekme | Poročilo tekme | Poročilo tekme | Poročilo tekme |
| ------------------- | -------------- | -------------- | -------------- | -------------- |
| Začetek: ni podatka |                |                |                |                |

| 27. februar 1954 | Češkoslovaška | 9:4 | Zahodna Nemčija | Stockholm, Švedska |

| Poročilo tekme      | Poročilo tekme | Poročilo tekme | Poročilo tekme | Poročilo tekme |
| ------------------- | -------------- | -------------- | -------------- | -------------- |
| Začetek: ni podatka |                |                |                |                |

| 28. februar 1954 | Kanada | 8:0 | Norveška | Stockholm, Švedska |

| Poročilo tekme      | Poročilo tekme | Poročilo tekme | Poročilo tekme | Poročilo tekme |
| ------------------- | -------------- | -------------- | -------------- | -------------- |
| Začetek: ni podatka |                |                |                |                |

| 28. februar 1954 | Švica | 3:3 | Zahodna Nemčija | Stockholm, Švedska |

| Poročilo tekme      | Poročilo tekme | Poročilo tekme | Poročilo tekme | Poročilo tekme |
| ------------------- | -------------- | -------------- | -------------- | -------------- |
| Začetek: ni podatka |                |                |                |                |

| 28. februar 1954 | Švedska | 5:3 | Finska | Stockholm, Švedska |

| Poročilo tekme      | Poročilo tekme | Poročilo tekme | Poročilo tekme | Poročilo tekme |
| ------------------- | -------------- | -------------- | -------------- | -------------- |
| Začetek: ni podatka |                |                |                |                |

| 1. marec 1954 | Češkoslovaška | 12:1 | Finska | Stockholm, Švedska |

| Poročilo tekme      | Poročilo tekme | Poročilo tekme | Poročilo tekme | Poročilo tekme |
| ------------------- | -------------- | -------------- | -------------- | -------------- |
| Začetek: ni podatka |                |                |                |                |

| 1. marec 1954 | Sovjetska zveza | 6:2 | Zahodna Nemčija | Stockholm, Švedska |

| Poročilo tekme      | Poročilo tekme | Poročilo tekme | Poročilo tekme | Poročilo tekme |
| ------------------- | -------------- | -------------- | -------------- | -------------- |
| Začetek: ni podatka |                |                |                |                |

| 1. marec 1954 | Švedska | 0:8 | Kanada | Stockholm, Švedska |

| Poročilo tekme      | Poročilo tekme | Poročilo tekme | Poročilo tekme | Poročilo tekme |
| ------------------- | -------------- | -------------- | -------------- | -------------- |
| Začetek: ni podatka |                |                |                |                |

| 2. marec 1954 | Finska | 2:0 | Norveška | Stockholm, Švedska |

| Poročilo tekme      | Poročilo tekme | Poročilo tekme | Poročilo tekme | Poročilo tekme |
| ------------------- | -------------- | -------------- | -------------- | -------------- |
| Začetek: ni podatka |                |                |                |                |

| 2. marec 1954 | Sovjetska zveza | 5:2 | Češkoslovaška | Stockholm, Švedska |

| Poročilo tekme      | Poročilo tekme | Poročilo tekme | Poročilo tekme | Poročilo tekme |
| ------------------- | -------------- | -------------- | -------------- | -------------- |
| Začetek: ni podatka |                |                |                |                |

| 2. marec 1954 | Švedska | 5:3 | Švica | Stockholm, Švedska |

| Poročilo tekme      | Poročilo tekme | Poročilo tekme | Poročilo tekme | Poročilo tekme |
| ------------------- | -------------- | -------------- | -------------- | -------------- |
| Začetek: ni podatka |                |                |                |                |

| 3. marec 1954 | Češkoslovaška | 7:1 | Norveška | Stockholm, Švedska |

| Poročilo tekme      | Poročilo tekme | Poročilo tekme | Poročilo tekme | Poročilo tekme |
| ------------------- | -------------- | -------------- | -------------- | -------------- |
| Začetek: ni podatka |                |                |                |                |

| 3. marec 1954 | Kanada | 8:1 | Zahodna Nemčija | Stockholm, Švedska |

| Poročilo tekme      | Poročilo tekme | Poročilo tekme | Poročilo tekme | Poročilo tekme |
| ------------------- | -------------- | -------------- | -------------- | -------------- |
| Začetek: ni podatka |                |                |                |                |

| 3. marec 1954 | Sovjetska zveza | 4:2 | Švica | Stockholm, Švedska |

| Poročilo tekme      | Poročilo tekme | Poročilo tekme | Poročilo tekme | Poročilo tekme |
| ------------------- | -------------- | -------------- | -------------- | -------------- |
| Začetek: ni podatka |                |                |                |                |

| 4. marec 1954 | Norveška | 3:2 | Švica | Stockholm, Švedska |

| Poročilo tekme      | Poročilo tekme | Poročilo tekme | Poročilo tekme | Poročilo tekme |
| ------------------- | -------------- | -------------- | -------------- | -------------- |
| Začetek: ni podatka |                |                |                |                |

| 4. marec 1954 | Kanada | 20:1 | Finska | Stockholm, Švedska |

| Poročilo tekme      | Poročilo tekme | Poročilo tekme | Poročilo tekme | Poročilo tekme |
| ------------------- | -------------- | -------------- | -------------- | -------------- |
| Začetek: ni podatka |                |                |                |                |

| 4. marec 1954 | Švedska | 4:0 | Zahodna Nemčija | Stockholm, Švedska |

| Poročilo tekme      | Poročilo tekme | Poročilo tekme | Poročilo tekme | Poročilo tekme |
| ------------------- | -------------- | -------------- | -------------- | -------------- |
| Začetek: ni podatka |                |                |                |                |

| 5. marec 1954 | Zahodna Nemčija | 5:1 | Finska | Stockholm, Švedska |

| Poročilo tekme      | Poročilo tekme | Poročilo tekme | Poročilo tekme | Poročilo tekme |
| ------------------- | -------------- | -------------- | -------------- | -------------- |
| Začetek: ni podatka |                |                |                |                |

| 5. marec 1954 | Kanada | 5:2 | Češkoslovaška | Stockholm, Švedska |

| Poročilo tekme      | Poročilo tekme | Poročilo tekme | Poročilo tekme | Poročilo tekme |
| ------------------- | -------------- | -------------- | -------------- | -------------- |
| Začetek: ni podatka |                |                |                |                |

| 5. marec 1954 | Švedska | 1:1 | Sovjetska zveza | Stockholm, Švedska |

| Poročilo tekme      | Poročilo tekme | Poročilo tekme | Poročilo tekme | Poročilo tekme |
| ------------------- | -------------- | -------------- | -------------- | -------------- |
| Začetek: ni podatka |                |                |                |                |

| 6. marec 1954 | Finska | 3:3 | Švica | Stockholm, Švedska |

| Poročilo tekme      | Poročilo tekme | Poročilo tekme | Poročilo tekme | Poročilo tekme |
| ------------------- | -------------- | -------------- | -------------- | -------------- |
| Začetek: ni podatka |                |                |                |                |

| 6. marec 1954 | Švedska | 4:2 | Češkoslovaška | Stockholm, Švedska |

| Poročilo tekme      | Poročilo tekme | Poročilo tekme | Poročilo tekme | Poročilo tekme |
| ------------------- | -------------- | -------------- | -------------- | -------------- |
| Začetek: ni podatka |                |                |                |                |

| 7. marec 1954 | Zahodna Nemčija | 7:1 | Norveška | Stockholm, Švedska |

| Poročilo tekme      | Poročilo tekme | Poročilo tekme | Poročilo tekme | Poročilo tekme |
| ------------------- | -------------- | -------------- | -------------- | -------------- |
| Začetek: ni podatka |                |                |                |                |

| 7. marec 1954 | Sovjetska zveza | 7:2 | Kanada | Stockholm, Švedska |

| Poročilo tekme      | Poročilo tekme | Poročilo tekme | Poročilo tekme | Poročilo tekme |
| ------------------- | -------------- | -------------- | -------------- | -------------- |
| Začetek: ni podatka |                |                |                |                |

## Končni vrstni red
OT-odigrane tekme, z-zmage, n-neodločeni izidi, P-porazi, DG-doseženo goli, PG-prejeti goli, GR-gol razlika, T-točke.
| #      | Reprezentanca   | OT | Z | N | P | DG | PG | GR  | T  |
| ------ | --------------- | -- | - | - | - | -- | -- | --- | -- |
| Zlato  | Sovjetska zveza | 7  | 6 | 1 | 0 | 37 | 10 | +27 | 13 |
| Srebro | Kanada          | 7  | 6 | 0 | 1 | 59 | 12 | +47 | 12 |
| Bron   | Švedska         | 7  | 5 | 1 | 1 | 30 | 18 | +12 | 11 |
| 4      | Češkoslovaška   | 7  | 4 | 0 | 3 | 41 | 21 | +20 | 8  |
| 5      | Zahodna Nemčija | 7  | 2 | 1 | 4 | 22 | 32 | -10 | 5  |
| 6      | Finska          | 7  | 1 | 1 | 5 | 12 | 52 | -40 | 3  |
| 7      | Švica           | 7  | 0 | 2 | 5 | 15 | 34 | -19 | 2  |
| 8      | Norveška        | 7  | 1 | 0 | 5 | 6  | 43 | -37 | 2  |